# Bánya-ér
A Bánya-ér a Bakonyban ered, Győr-Moson-Sopron vármegyében, mintegy 250 méteres tengerszint feletti magasságban. A patak forrásától kezdve északnyugati-északi irányban halad, majd Nagydémnél eléri a Sokorói-Bakony-ért.

## Part menti települések
- Fenyőfő
- Pápateszér
- Nagydém